# William Legue
William Legue, född Said Legue den 4 maj 1982 i Göteborg, är en svensk skådespelare och manusförfattare med marockansk bakgrund.

## Biografi
Legue är före detta fotbollsspelare som efter en olycka sadlat om till skådespelare. Han har medverkat i både TV, film och teateruppsättningar. Han har spelat allt ifrån "the bad guy" till polis. 2011 kunde man se Legue i rollen som Jamal i Björn Runges långfilm Happy End och som Navid i SVT:s serie Bron. 2012 spelade han förutom Peter Flinth i Nobels testamente även i rollen som Suleiman Al-Obeid i Hamilton - Men inte om det gäller din dotter. Legue arbetar även som manuskonsult bland annat i TV-serien Kniven i hjärtat regisserad av Agneta Fagerström-Olsson och i SVT-produktionen Ettor och nollor skriven av Oskar Söderlund och regisserad av Johan Renck där också Legue har en av huvudrollerna, Azad. Ettor och nollor filmades under våren 2013 och hade premiär i SVT den 9 februari 2014, med en smygpremiär den 30 januari 2014 på Göteborg International Film Festival.
Legue är en av grundarna till FC Ibra, ett lag inom inomhusfotbollssporten Futsal, men också en förening som vill inspirera, motivera och utveckla ungdomar i Sverige. Legue är vid sidan av sitt skådespeleri väldigt aktiv inom föreningen. Han är aktiv på planen men också utanför i föreningen. Ett viktigt namn för FC Ibra är Zlatan Ibrahimović som lånat ut sitt namn och stödjer föreningen.

## Filmografi

### Film
- 2005 – Sista bussen
- 2008 – Morgan Pålsson - världsreporter
- 2011 – Happy End
- 2012 – Nobels testamente
- 2012 – Prime Time
- 2012 – Hamilton – Men inte om det gäller din dotter
- 2014 – Malik
- 2014 – Vaskduellen
- 2015 – Opus of an Angel
- 2015 – Theatre of Hate

### TV
- 2005 – En fråga om liv och död (TV-serie)
- 2009 – Johan Falk: Leo Gaut
- 2011 – Bron (TV-serie)
- 2014 – Ettor och nollor (TV-serie)
- 2020 – Kalifat (TV-serie)

## Teater
- 2006 – Folkteatern i Göteborg
- 2007 – Göteborgs Stadsteater
- 2008 – Teater Galeasen